# Євсевій (Ільїнський)
Архієпископ Євсевій (в миру Олексій Олексійович Ільїнський; 1809, Білгород — 12 (24) березня 1879) — єпископ Російської православної церкви, архієпископ Тверський і Кашинський.

## Біографія
Народився в 1809 році в Білгороді Курської губернії в родині диякона.
Освіту здобув в Курській духовної семінарії, а потім у Київській духовній академії.
8 грудня 1834 пострижений у чернецтво. 1 січня 1835 висвячений у сан ієродиякона, а 21 липня — у ієромонаха.
7 жовтня 1835 удостоєний звання магістра богослов'я і призначений бакалавром Київської духовної академії.
30 березня 1839 затверджений членом Санкт-Петербурзького духовного цензурного комітету.
З 27 вересня 1839 року — ректор Київської духовної семінарії, а 29 жовтня того ж року возведений у сан архімандрита.
З 15 липня 1841 — настоятель Києво-Видубицького монастиря.
З 31 грудня 1844 року — ректор Литовської духовної семінарії.
З 27 червня 1845 року — настоятель Віленського Свято-Духова монастиря.
4 грудня 1848 призначений настоятелем Пожайського Успенського монастиря.
1 січня 1849 хіротонізований в єпископа Ковенського, вікарія Литовської єпархії.
З 29 березня 1851 — єпископ Подільський і Брацлавський.
1 березня 1858 возведений у сан архієпископа Карталінського, екзарха Грузії, і призначений членом Святійшого Синоду.
Він жертвував академічним бібліотекам книги, кілька томів актів, виданих Кавказькою археографічною комісією та 5 примірників своїх слів і промов.
16 грудня 1859 обраний почесним членом Географічного товариства, а в 1876 році — почесним членом Церковно-археологічного товариства та Київської духовної академії.
З 8 грудня 1877 — архієпископ Тверський і Кашинський.
Преосвященний Євсевій здійснював урочисті богослужіння, що справляли сильне враження на присутніх.
У Тифлісі архієпископ Євсевій зробив закладку трипрестольного православного храму Кавказької армії в пам'ять підкорення Кавказу.
Помер 12 березня 1879 року.

## Праці
- Переводы из творений св. отцов и некоторые исторические сведения и исследования. Тверь, 1878.
- Слова и речи. СПб., 1864.
- Слова, поучения и речи. СПб., 1875.
- Собрание сочинений и переводов Евсевия, еп. Подольского. СПб., 1858—1859. 3 т.
- Слова и речи, архиеп. Карталинского и Кахетинского Евсевия, экзарха Грузии. Тифлис, 1866.
- Слова, 1850.
- Кто был первый митр. Киевский?. // «Маяк». 1843, т. 7; Киев, 1839.